# 焰红杜鹃
焰红杜鹃（学名：Rhododendron miniatum）为杜鹃花科杜鹃花属下的一个种。

## 扩展阅读
維基物種上的相關：焰红杜鹃